# Besleria mucronata
Besleria mucronata är en tvåhjärtbladig växtart som beskrevs av Johannes von Hanstein. Besleria mucronata ingår i släktet Besleria och familjen Gesneriaceae. Inga underarter finns listade i Catalogue of Life.